# Les Baux-de-Breteuil
Baux-de-Breteuil – miejscowość i gmina we Francji, w regionie Normandia, w departamencie Eure.
Według danych na rok 1990 gminę zamieszkiwało 561 osób, a gęstość zaludnienia wynosiła 16 osób/km² (wśród 1421 gmin Górnej Normandii Baux-de-Breteuil plasuje się na 416. miejscu pod względem liczby ludności, natomiast pod względem powierzchni na miejscu 7.).